# Гітсегукла 1
Гітсегукла 1 (англ. Gitsegukla 1) — індіанська резервація в Канаді, у провінції Британська Колумбія, у межах регіонального округу Кітімат-Стекін.

## Населення
За даними перепису 2016 року, індіанська резервація нараховувала 427 осіб, показавши скорочення на 4,7%, порівняно з 2011-м роком. Середня густина населення становила 38,9 осіб/км².
З офіційних мов обидвома одночасно не володів жоден з жителів, тільки англійською — 425. Усього 135 осіб вважали рідною мовою не одну з офіційних, з них усі — одну з корінних мов.
Працездатне населення становило 33,3% усього населення, рівень безробіття — 42,9%.

## Клімат
Середня річна температура становить 3,6°C, середня максимальна – 17,3°C, а середня мінімальна – -13,2°C. Середня річна кількість опадів – 769 мм.
| Клімат поселення                              | Клімат поселення | Клімат поселення | Клімат поселення | Клімат поселення | Клімат поселення | Клімат поселення | Клімат поселення | Клімат поселення | Клімат поселення | Клімат поселення | Клімат поселення | Клімат поселення | Клімат поселення |
| Показник                                      | Січ.             | Лют.             | Бер.             | Квіт.            | Трав.            | Черв.            | Лип.             | Серп.            | Вер.             | Жовт.            | Лист.            | Груд.            |                  |
| Середній максимум, °C                         | −1,55            | 2,09             | 5,40             | 9,24             | 13,45            | 17,26            | 16,83            | 16,49            | 12,26            | 6,85             | 0,61             | −3,08            |                  |
| Середня температура, °C                       | −7,38            | −3,75            | −0,45            | 3,41             | 7,62             | 11,43            | 13,84            | 13,50            | 9,28             | 3,86             | −2,38            | −6,08            |                  |
| Середній мінімум, °C                          | −13,21           | −9,56            | −6,26            | −2,41            | 1,79             | 5,59             | 10,84            | 10,52            | 6,28             | 0,88             | −5,37            | −9,06            |                  |
| Норма опадів, мм                              | 89               | 52               | 38               | 32               | 44               | 56               | 57               | 57               | 80               | 101              | 81               | 82               |                  |
| Середньомісячна швидкість вітру, м/с          | 2.08             | 2.04             | 2.15             | 2.27             | 2.26             | 2.25             | 2.06             | 1.88             | 1.80             | 1.95             | 1.94             | 1.97             |                  |
| Середньомісячна сонячна радіація, кДж/м²·день | 1985             | 4537             | 9051             | 14368            | 18006            | 19265            | 18286            | 15440            | 10175            | 5260             | 2455             | 1396             |                  |
| --------------------------------------------- | ---------------- | ---------------- | ---------------- | ---------------- | ---------------- | ---------------- | ---------------- | ---------------- | ---------------- | ---------------- | ---------------- | ---------------- | ---------------- |
| Джерело:                                      |                  |                  |                  |                  |                  |                  |                  |                  |                  |                  |                  |                  |                  |